# Internationaler Kinder- und Jugendtheatertag
Der Internationale Kinder- und Jugendtheatertag findet am 20. März statt. 
Er fand auf Initiative der ASSITEJ International, des weltweiten Netzwerks zur Förderung der darstellenden Kunst für junges Publikum, erstmals im Jahr 2001 statt und gewinnt seither in vielen Ländern der Erde mehr und mehr an Bedeutung. Die ASSITEJ International lädt ihre Mitgliedstaaten ein, diesen Tag für gezielte Aktionen zu nutzen und durch konkrete Projekte auf die Situation der darstellenden Kunst für junges Publikum in der Öffentlichkeit wie in den Massenmedien hinzuweisen.
Mit einem Netzwerk, das tausende Theater und Einzelpersonen aus allen Ecken der Welt vereint, ermutigt die ASSITEJ Theaterschaffende für junges Publikum, nach höchster Qualität in Bezug auf ihr theatrales Schaffen zu streben. Die ASSITEJ sieht sich als kulturell einende Stimme und folgt den Prinzipien der Gleichheit, Frieden, Bildung, kultureller und Völkerverbindung.